# Yuliy Sannikov
Pour les articles homonymes, voir Sannikov.
Yuliy Sannikov est un économiste ukrainien. 

## Prix et distinctions
Il est lauréat du prix Fischer-Black en 2015 et de la médaille John-Bates-Clark en 2016.
Il a remporté trois médailles d'or aux Olympiades internationales de mathématiques (1994, 1995, 1996).